# Saveta Bogdan
Saveta Bogdan (n. 16 ianuarie 1946, Sângeorz-Băi, județul Bistrița-Năsăud) este o interpretă de muzică populară românească.